# Pråmviken
Pråmviken är en bebyggelse vid Östersjön i sydöstra delen av Sundsvalls kommun. Sedan 2020 avgränsar SCB här en småort.